# Юрч
Юрч (пол. Jurcz, нім. Jürtsch) — село в Польщі, у гміні Шцинава Любінського повіту Нижньосілезького воєводства.
Населення — 159 осіб (2011).
У 1975-1998 роках село належало до Легницького воєводства.

## Демографія
Демографічна структура станом на 31 березня 2011 року:
|          | Загалом | Допрацездатний вік | Працездатний вік | Постпрацездатний вік |
| -------- | ------- | ------------------ | ---------------- | -------------------- |
| Чоловіки | 76      | 14                 | 55               | 7                    |
| Жінки    | 83      | 17                 | 48               | 18                   |
| Разом    | 159     | 31                 | 103              | 25                   |